# Карликовый шипохвост
Карликовый шипохвост (лат. Anomalurus pusillus) — вид грызунов из рода Anomalurus семейства Anomaluridae. Встречается в Камеруне, Центральноафриканской Республике, Республике Конго, Демократической Республике Конго, Экваториальной Гвинее, Габоне и Уганде. Этот вид ведёт ночной и древесный образ жизни и обитает в субтропических или тропических низинных тропических лесах. Перепонки, прикрепленные к его конечностям и хвосту, позволяют ему планировать между деревьями. В настоящее время считается, что этому шипохвосту разрушение среды обитания не угрожает; «Большая часть мест обитания в пределах известного ареала этого вида относительно нетронута, и вряд ли популяция будет значительно сокращена»

## Описание
Это небольшая шипохвостая летяга, у взрослых особей длина головы и тела составляет от 185 до 255 мм, а длина хвоста — от 120 до 200 мм. Эта шипохвостая летяга весит от 170 до 300 г. Голова серая, по краям ушей нет контрастного цвета. Мех на верхних частях тела очень разнообразен по цвету, от черного, седого и серого или оливково-коричневого до пятнисто-коричневого. Верхняя часть перепонок тёмно-серая, около хвоста перепонки окрашены в желтый цвет. Низ кремово-белый или желтоватый, без намека на рыжий. Пучки щетины, окружающие задние когти, также белые. Как и у других шипохвостых летяг из рода Anomalurus, между бедрами и основанием хвоста прикреплена перепонка. Эта часть хвоста с вентральной стороны имеет участок больших ороговевших чешуек, а остальной хвост похож на шлейф.

## Распространение и среда обитания
Карликовый шипохвост родом из тропиков Западной и Центральной Африки. Насколько известно, существует две или более отдельных популяций; одна находится в Западной Африке в Либерии, где один экземпляр был собран в долине реки Ду на западе страны, а два других — с горы Ричард-Молард на севере страны; другая популяция находится в Центральной Африке, ареал включает южный Камерун, Экваториальную Гвинею, север Габона, Республику Конго, Демократическую Республику Конго, юго-запад Центральноафриканской Республики и восточную Уганду. Не исключено, что этот довольно незаметный вид встречается в промежуточных странах с единственной более крупной популяцией. Хотя это, как правило, животное из низинных первичных тропических лесов, один экземпляр был собран на высоте 2200 м над уровнем моря в Мугабе в восточной части Демократической Республики Конго. Обычно карликовый шипохвост встречается в глубине леса, а не по опушкам или в мозаичном лесу.

## Экология
Этот вид является древесным и ведет ночной образ жизни, и, как и другие представители его рода, способен, прягая с дерева, планировать по воздуху к нижним ветвям. В течение дня он прячется в своем гнезде, обычно в щели или отверстии в дереве или дупле, или может цепляться за ствол или ветвь, где его защитная окраска делает его незаметным. Обычно это происходит парами или небольшими группами. О его репродуктивных привычках ничего не известно. Он является травоядным, и в его рацион входят фрукты, в том числе мясистые плоды мусанги цекропиевидной (Musanga cecropioides). Морфологическое сходство зубов и челюстей с таковыми у шипохвоста Дерби (Anomalurus derbianus) предполагает, что A. pusillus может также есть кору.

## Природоохранный статус
Тропические леса, в которых обитает эта карликовый шипохвост, находятся под угрозой вырубания и использования земель в сельскохозяйственных целях. Однако эти леса находятся под гораздо меньшей угрозой, чем аналогичные леса в Западной Африке. Этот шипохвост также страдает из-за охоты на него местных жителей ради мяса, но это вряд ли представляет большую угрозу, и Международный союз охраны природы оценил его охранный статус как «вызывающий наименьшее беспокойство».